# Seth Meyers
Seth Adam Meyers (sinh ngày 28 tháng 12 năm 1973) là nam diễn viên, biên kịch, MC, nghệ sĩ hài người Mỹ. Anh là MC của talk show mang tên mình, Late Night with Seth Meyers, chiếu trên đài NBC. Trước đó, anh là biên kịch chính của sê-ri Saturday Night Live (2001–2014).
Năm 2018, Meyers làm MC của lễ trao giải Quả cầu vàng lần thứ 75.

## Thời thơ ấu
Meyers sinh ra ở Evanston, Illinois, và lớn lên ở Okemos, Michigan, từ bốn đến mười tuổi, và Bedford, New Hampshire, sau đó. Mẹ của Meyers, Hilary Claire (nhũ danh Olson), là một giáo viên người Pháp, và cha của ông, Laurence Meyers Jr., đã làm việc trong lĩnh vực tài chính. Em trai của anh là diễn viên Josh Meyers.